# Gordisk knude
En gordisk knude er en knude, der ikke kan løses op. I dag bruges udtrykket om et uløseligt problem.
Knuden er med al sandsynlighed opkaldt efter kong Gordios, som havde bundet et åg til sin stridsvogn med en uløselig knude. Oraklet lovede herredømmet over Asien til den, der løste knuden. Alexander den Store huggede den over med sit sværd.